# متان ویلنائی
متان ویلنائی (انگلیسی: Matan Vilnai؛ زادهٔ ۲۰ مهٔ ۱۹۴۴) سیاست‌مدار، دیپلمات و سرلشکر بازنشسته نیروی زمینی اسرائیل است، که در فاصله سال‌های ۱۹۹۴ تا ۱۹۹۷ به‌عنوان جانشین رئیس ستاد کل نیروهای دفاعی اسرائیل فعالیت می‌کرد و با حفظ سمت، ریاست اداره عملیات ستاد کل را برعهده داشت.
ویلنائی فعالیت نظامی را از سال ۱۹۶۲ در تیپ ۳۵ چترباز ارتش اسرائیل آغاز کرد، سپس به سایرت متکل پیوست. وی از ۱۹۸۶ تا ۱۹۸۹ رئیس اداره نیروی انسانی ارتش اسرائیل بود و در فاصله سال‌های ۱۹۸۹ تا ۱۹۹۴ فرماندهی جنوبی اسرائیل را برعهده داشت.
او از ۲۰۰۳ تا ۲۰۰۴ وزیر علوم، فناوری و فضای اسرائیل بود، از ۱۹۹۹ تا ۲۰۰۰ وزارت فرهنگ و ورزش اسرائیل را برعهده داشت، از ۲۰۱۱ تا ۲۰۱۲ وزیر دفاع داخلی بود و در فاصله سال‌های ۲۰۱۲ تا ۲۰۱۷ به‌عنوان سفیر اسرائیل در چین فعالیت می‌کرد.